# Северо-Двинская военная флотилия
Северо-Двинская военная флотилия — формирование РККФ времён Гражданской войны в России.

## История
Формирование РККФ (военно-морской флот СССР), созданное 5 — 14 августа 1918 после захвата Архангельска интервентами для борьбы против первых и белогвардейских войск на реке Северная Двина. Создана из кораблей военной флотилии Северного Ледовитого океана и части Селигеро-Волжской военной флотилии как отряд судов Северо-Двинской бригады. Организатором флотилии был П. Ф. Виноградов. Главная база — Котлас, однако была сформирована в Красноборске. В состав флотилии входили в августе 1918 — 3 вооруженных парохода, дозорный буксир и десантная рота моряков (142 человека); в сентябре 1919 — 9 канонерских лодок, 5 плавучих батарей, 11 тральщиков, 5 сторожевых судов, 8 дозорных катеров, 35 судов различного класса, десантно-разведывательный отряд и гидроавиаотряд (11 самолётов). Оперативная флотилия подчинялась штабу Северного фронта и действовала совместно с соединением 6А, поддерживая их огнём корабельной артиллерии, высаживая десанты в тыл противника и обеспечивала воинские перевозки, то есть улучшала снабжение красной армии и рвала логистические цепочки белой. Командующими были: с 30 августа 1918 — К. И. Пронский, с июня 1919 по февраль 1920 — В. Н. Варваци. В конце мая 1920 была расформирована, корабли вошли в состав созданных Морских сил Северного моря.